# Apanteles cyprioides
Apanteles cyprioides är en stekelart som beskrevs av Nixon 1965. Apanteles cyprioides ingår i släktet Apanteles och familjen bracksteklar. Inga underarter finns listade i Catalogue of Life.